# Amanda Leigh
Albums de Mandy Moore
Super Hits
(2007)
Singles
1. I Could Break Your Heart Any Day of The Week
Sortie : 1er avril 2009

Amanda Leigh est le sixième album studio de la chanteuse américaine Mandy Moore, sorti en 2009 par Storefront Recordings.
Commercialisé et distribué par Sony Music Entertainment, l'album se compose de onze chansons et de cinq titres bonus. La plupart de ces morceaux sont de style folk contemporain avec des influences country et pop.

## Sorties, critiques et classements
Le 1er avril 2009, Mandy Moore publie le seul et unique single de son album à venir Amanda Leigh : I Could Break Your Heart Any Day of the Week (en), qui s'érige à la 90e place du Billboard Hot 100[réf. nécessaire].
Le 26 mai 2009, elle dévoile donc ce 6e opus intitulé Amanda Leigh, entièrement composé avec l'aide de Mike Viola (en) et sorti sous le label indépendant Storefront Records, qui obtient des critiques élogieuses allant jusqu'à qualifier cet opus de « chef-d'œuvre »,,,,.
L'album débute à la 25e place du Billboard Hot 200, atteignant la 4e meilleure place du Top Albums Indépendant, en totalisant plus de 100 000 exemplaires vendus dans le monde.

## Liste des titres
Toutes les chansons sont écrites et composées par Mandy Moore et Mike Viola (en), sauf annotations.
| Édition originale | Édition originale                                       | Édition originale | Édition originale | Édition originale | Édition originale | Édition originale | Édition originale | Édition originale | Édition originale |
| No                | Titre                                                   | Durée             |                   |                   |                   |                   |                   |                   |                   |
| ----------------- | ------------------------------------------------------- | ----------------- | ----------------- | ----------------- | ----------------- | ----------------- | ----------------- | ----------------- | ----------------- |
| 1.                | Merrimack River                                         | 4:24              |                   |                   |                   |                   |                   |                   |                   |
| 2.                | Fern Dell                                               | 3:01              |                   |                   |                   |                   |                   |                   |                   |
| 3.                | I Could Break Your Heart Any Day of the Week            | 2:49              |                   |                   |                   |                   |                   |                   |                   |
| 4.                | Pocket Philosopher                                      | 3:15              |                   |                   |                   |                   |                   |                   |                   |
| 5.                | Song About Home (Mandy Moore, Mike Viola, Inara George) | 3:54              |                   |                   |                   |                   |                   |                   |                   |
| 6.                | Everblue (Moore, Lori McKenna)                          | 4:13              |                   |                   |                   |                   |                   |                   |                   |
| 7.                | Merrimack River (Reprise) (Viola)                       | 0:59              |                   |                   |                   |                   |                   |                   |                   |
| 8.                | Love to Love Me Back (Moore, Viola, George)             | 4:12              |                   |                   |                   |                   |                   |                   |                   |
| 9.                | Indian Summer (Moore, Viola, George)                    | 2:20              |                   |                   |                   |                   |                   |                   |                   |
| 10.               | Nothing Everything                                      | 4:21              |                   |                   |                   |                   |                   |                   |                   |
| 11.               | Bug                                                     | 2:16              |                   |                   |                   |                   |                   |                   |                   |
| 35:57             |                                                         |                   |                   |                   |                   |                   |                   |                   |                   |

| 12. | Fern Dell (Acoustic Version) | 2:13 |

| 12. | Audio Track by Track                                            | 11:24 |
| 13. | I Could Break Your Heart Any Day of the Week (Living Room Demo) | 2:51  |

| 12. | Fern Dell (Original Demo) | 2:13 |

| 12. | Fern Dell (Original Demo)                                   | 2:13 |
| 13. | Love to Love Me Back (Original Demo) (Moore, Viola, George) | 3:38 |

| 16. | Merrimack River (Original Demo) | 4:45 |